# 톨레도도
톨레도도(스페인어: Toledo)는 스페인 중부에 위치한 카스티야라만차 지방의 주로, 주도는 톨레도이다. 톨레도 주는 마드리드 지방과 쿠엥카 주, 시우다드레알 주, 바다호스 주, 카세레스 주, 아빌라 주와 경계를 맞대고 있으며 인구는 546,538명(2002년 기준), 면적은 15,370km2이다.
톨레도 주 인구의 1/9은 주도 톨레도에 거주한다. 톨레도 주는 204개의 자치시로 구성되어 있다.